# Agapet de Constantinople
Pour les articles homonymes, voir Agapet.
Agapet de Constantinople, diacre de Constantinople vers 527, adressa à Justinien, lorsqu'il monta sur le trône, un ouvrage intitulé Scheda regia, sive de officie regis, qui contenait des conseils sur les devoirs d'un prince chrétien.
Agapet de Constantinople est reconnu comme l’auteur de Scheda regia, sive de officie regis nommé aussi  l’Ekthesis d’Agapet. Ce texte est un regroupement de soixante-douze conseils qu’Agapet présente à l’empereur Justinien I pour être un bon empereur chrétien. On estime que ce texte a été écrit au début du VIe siècle. Cet ouvrage, imprimé en 1509 à Venise par Zacharie Kalliergis, a été traduit plusieurs fois, entre autres par Louis XIII dans sa jeunesse.
Nous n’avons pas beaucoup de détails sur la vie d’Agapet de Constantinople puisque la communauté historique n’est pas en mesure de l’identifier autrement que comme l’auteur de ce texte. Le peu d’information sur lui qu’on retrouve dans son texte, ainsi que le contexte de celui-ci, nous permet d’émettre une thèse très minimaliste sur son identité. Nous pouvons dire qu’il est un membre du clergé ayant accès à l’empereur. Cela implique qu’il devait avoir un poste élevé dans le clergé et était surement associé à l’église Hagia Sophia, considérée comme l’église de l’empereur Justinien.
Plusieurs hypothèses ont été émises concernant son identité, la plus célèbre est celle de M. Antonio Bellomo, un historien italien, qui présente l’identité d’Agapet comme un moine du monastère de Saint-Sabas en Palestine ayant visité Constantinople et remis son texte à Justinien. D’autres historiens présentent Agapet comme le pape Agapet I, un archimandrite du monastère de Dius à Constantinople ou même un correspondant de Prococe de Gaza à Alexandrie. Cependant, toutes ces théories seront écartées, car aucune ne répond à tous les critères pour pouvoir certifier en toute sécurité son identité.
L’Ekthesis d’Agapet est un texte qui aura de l’importance et qui influencera plusieurs autres textes de type « miroirs des princes » dans la civilisation byzantine comme celui de l’empereur Manuel II. Il aura aussi une influence sur l’idéologie politique d’autres régions comme la Russie médiévale et sur la formation de quelques rois européens comme Louis XIII et Louis XIV.

## Qui est Agapet de Constantinople?
Pour commencer, Agapet de Constantinople est un mystère. Il est très difficile de trouver des détails sur sa vie puisque nous ne sommes pas certains, à ce jour, de son identité. Plusieurs historiens ont essayé sans succès puisque aucun ne semble rassembler toutes les conditions requises pour pouvoir dire en toute sécurité qui est Agapet de Constantinople. Plusieurs noms ont été mis de l’avant comme étant le fameux auteur de ce texte de conseil destiné à l’empereur Justinien I. Premièrement, nous avons le pape Agapet I qui est la seule théorie à avoir été totalement écartée. Ensuite, nous avons un archimandrite du monastère de Dius à Constantinople ou même un correspondant de Prococe de Gaza à Alexandrie, mais ces deux options ne réunissent pas toutes les conditions nécessaires non plus.
Cependant, une hypothèse sur l’identité de notre auteur a fait grandement parler, celle de M. Antonio Bellomo. Il propose que l’identité d’Agapet de Constantinople serait celle d’un autre Agapet, un moine et disciple de la Saint-Sabas en Palestine. Voici ses arguments. Premièrement, Agapet de Constantinople doit être un contemporain de Justinien I. Deuxièmement, la légende de Barlaam et Joasaph est une version christianisée d’un récit bouddhiste qui a été traduit en plusieurs langue et était très populaire au Moyen Âge. Elle a été attribuée à Jean Damascène, un moine de la Saint-Sabas. Elle s’inspire fortement du texte d’Agapet, alors selon M. Bellomo, l’auteur du texte d’Agapet devrait être quelqu’un dans le même monastère pour pouvoir inspiré Jean Damascène. Et dans le livre de Cyrille de Scythopolis sur la vie de saint Sabas, nous retrouvons un moine prénommé Agapet. Selon M. Bellomo, le moine Agapet aurait voyagé à Constantinople avec la Saint-Sabas en 531 et serait resté dans la capitale byzantine pour composer son texte et le donner à l’empereur Justinien I. Cette hypothèse comporte plusieurs points faibles qui font douter la communauté historienne à la sortie de son hypothèse. Le premier point faible est que rien ne prouve qu’Agapet de Constantinople est un moine. Il s’identifie comme un diacre dans son acrostiche ce qui fait référence à un rôle religieux, mais pas nécessairement celui d’un moine. Le deuxième point faible de son hypothèse est que rien ne prouve que la légende de Barlaam et Josaphat s’inspire seulement du texte d’Agapet. Les deux titres pourraient très bien s’inspirer d’une troisième œuvre ce qui pourrait expliquer leur ressemblance. Et le dernier point faible est que le texte d’Agapet est grandement connu à l’époque, donc les deux auteurs ne sont pas obligés d’être dans le même couvent pour qu’il y ait une influence.
Malheureusement, cette hypothèse fut officiellement discréditée par deux découvertes historiques. Premièrement, les dates ne concordent pas. Selon M. Bellomo, Agapet le moine aurait voyagé en 531 à Constantinople, mais en regardant l’histoire de la Saint-Sabas, nous avons une preuve que le moine Agapet meurt en 520 ce qui est sept ans avant le règne de Justinien et onze ans avant sa supposé visite à Constantinople. Nous avons cette information grâce à l’histoire du couvent de Saint-Sabas. En 508, il y a eu une série de luttes qui forcèrent le couvent a expulser une soixantaine de religieux qui vont créer leur propre couvent, le couvent de la Nouvelle-Laure. Grâce à l’historique détaillée de ce couvent, nous pouvons déterminé que le moine Agapet a été un des dirigeants de cette nouvelle branche du couvent de Saint-Sabas et est mort en poste au début de l’année 520.  Deuxièmement, l’attribution de la christianisation du récit bouddhiste de la légende de Barlaam et Josaphat va être fortement contestée et va être rectifiée pour donner le crédit à un moine du monastère du mont Athos, Euthymius d’Athos, qui fera sa traduction en grec et sera présenté à Constantinople peu avant sa mort en 1028 où l’histoire sera traduite en latin ce qui fera connaître la légende dans l’Europe de l’Ouest. Alors, grâce à ces deux découvertes historiques, la théorie de M. Antonio Bellomo ne sera pas considérée comme valide et l’identité d’Agapet de Constantinople restera un mystère.
Donc, nous devons nous rebattre sur une thèse plus minimaliste pour identifier Agapet de Constantinople. Grâce à son texte, nous pouvons en déduire qu’il appartient au clergé, spécialement le clergé de l’église orthodoxe orientale qui soutient l’empereur Justinien I, car ce n’était pas la majorité du clergé qui soutenait son couronnement. Il doit être proche du pouvoir impériale pour pouvoir avoir accès à Justinien ce qui guide vers un poste élevé dans le clergé. Et finalement, par les sources et les modèles qu’il réfère dans son texte, il s’inscrit dans une tradition politique et religieuse très bien établit du monde érudit de l’empire byzantin. Tous ces indices amènent la communauté historique à penser qu’Agapet de Constantinople est surement un membre du clergé associé à la Hagia Sophia qui est considéré comme l’église de Justinien.

## L’Ekthesis d’Agapet, texte officiel remis àJustinien I
Ce qui a fait la renommée du diacre Agapet est son fameux texte de conseils, nommé Scheda regia, sive de officie regis et aussi l’Ekthesis, qu’il a fait parvenir à l’empereur Justinien I au début de son règne au VIe siècle. Ce texte est une liste de soixante-douze conseils pour aider l’empereur a régné sur son empire. Les conseils sont basés sur la riche tradition byzantine. Agapet a dû faire un grand exercice de jugement pour décider quels éléments de cette riche tradition il devait inclure dans ces conseils et lesquelles à ne pas inclure. Ce texte a une particularité dans son organisation. Les 72 conseils sont organisés pour former un acrostiche où chaque première lettre d’un conseil regroupé ensemble forme la phrase suivante en grec : « Agapet le plus humble diacre pour le plus sacré et le plus fidèle empereur Justinien. »
Comme mentionné plus haut, nous n’avons pas beaucoup d’information sur le fameux auteur de ce texte. Cependant, cet acrostiche nous permet de confirmer qu’il est bien l’auteur. Nous avons aussi un peu de difficulté à dater exactement le texte. Nous savons que ce texte a été écrit entre 527 et 548 grâce à deux indices laissé par Agapet dans le texte. Premièrement, nous savons que le texte est destiné à l’empereur Justinien I puisque c’est lui qui est nommé dans l’acrostiche. Donc, nous pouvons assumer qu’il a été remis à l’empereur une fois au pouvoir. Son règne commence en 527. Le deuxième indice dans le texte est la mention de l’épouse de l’empereur, Théodora, dans les conseils. Dans certains conseils, il est mentionné le rôle de l’épouse de l’empereur et ses devoirs pour aider l’empereur. Donc, nous pouvons assumer que l’épouse de l’empereur est vivante au moment de l’écriture de ce texte. Théodora meurt en 548. Ses deux indices nous permettent d’avoir une bonne idée de l’intervalle entre lequel le texte a été écrit et donner à l’empereur.
La ligne conductrice entre ces soixante-douze conseils présente une idéologie du droit divin de l’empereur. On présente l’empereur comme la représentation de Dieu sur Terre. Il est insensible à la pression humaine et il doit créer son empire à l’image du paradis céleste. Son empire doit présenter la philosophie, la pureté et la pitié de l’au-delà chrétien. Ce texte combine des notions classique de la philosophie du philosophe roi de Platon ainsi que des méthodes plus traditionnelles de conseiller l’empereur discrètement.
Ce texte rentre dans le genre littéraire des textes intitulé les « Miroirs des princes ». Ce genre littéraire, apparu au Ve siècle, est très courant pendant le Moyen-Âge et très étudier pendant la Renaissance.  « Ces textes sont des traités éthiques, des marches à suivre et des préceptes moraux destinés aux chefs d’États de l’époque. » Ces textes vont être particulièrement étudier par les chefs d’États de la Renaissance.  Ces textes sont maintenant étudiés par des historiens pour analyser la conception de la politique ainsi que les opinions de cette civilisation sur leur dirigeant ainsi que sur leur rôle.

## L'influence du texte à Byzance
L’Ekthesis d’Agapet était très populaire chez les Byzantins. On peut voir son influence dans plusieurs miroirs des princes qui vont suivre dont celui de l’empereur Manuel II. Il va aussi fournir beaucoup d’extraits à des compilation de texte aussi appelé florilèges byzantins comme celui d’Antoine Mélissa. Son texte sera aussi utilisé comme texte scolaire c’est pour cela qu’on le rencontre dans beaucoup d’ouvrages où il est mentionné comme ressource.

## L'influence du texte sur le pouvoir politique à l'extérieur de Byzance
Les idées véhiculées par le texte d’Agapet sur le rôle d’un dirigeant ont eu un grand impact sur plusieurs régimes. Comme mentionné plus haut, l’intérêt porté à ce texte s’accroit avec la Renaissance où plusieurs rois étudient Agapet pendant leur jeunesse. La Renaissance est reconnue pour son retour aux études gréco-romaines. Il existe plusieurs traductions de son texte qu’on dédie à des princes. Par exemple, Charles IX de France, Mary Stuart et Maximilien II, mais l’exemple le plus notable est la traduction du texte dédié à Louis XIII enfant à qui on fait lire la version latine du texte et à qui on demande d’en faire une traduction française qui sera publié en 1612 par son précepteur David Rivault. Il présente ce travail au jeune prince comme une opportunité de travailler sur le perfectionnement de sa connaissance des langues anciennes tout en le préparant à son futur rôle de roi. Cette version fut rééditée en 1649 pour le jeune Louis XIV, en guise de manuel sur l’art de gouverner.  Il est l’auteur le plus lu et publié après les pères de l’église chrétienne dans l’est et dans l’ouest européen.
Cependant, le texte d’Agapet a eu le plus d’impact sur le régime russe médiéval. Il a été traduit en slave dès le Xe siècle. En Russie médiévale, la transposition des idées politiques essentielles s’est fait grandement grâce à l’église orthodoxe byzantine. Les idées politiques russes sont basées sur le courant de l’école hellénistique très présent à Byzance. La pensée hellénistique est une pensée qui présente la monarchie comme un système d’organisation nécessaire, mais qui s’efforce de fixer des limites internes au pouvoir politique et non externe. On le retrouve beaucoup dans la propagande des princes moscovites aux XVe et XVIe siècles.  Un autre exemple est Joseph de Volokolamsk, écrivain politique et prélat du Moyen-Âge russe. Dans ces écrits, nous pouvons clairement voir cette assimilation profonde de la pensée chrétienne hellénistique et l’influence d’Agapet sur sa conception du pouvoir impérial.